# Tania Bruguera
Tania Bruguera (sinh năm 1968) là một nghệ sĩ trình diễn và sắp đặt người Cuba. Cô sống và làm việc giữa New York và Havana, và đã tham gia nhiều triển lãm quốc tế. Tác phẩm của cô nằm trong bộ sưu tập thường trực của nhiều tổ chức, bao gồm Bảo tàng Nghệ thuật Hiện đại và Bảo tàng Nghệ thuật Bronx và Bảo tàng Nacional de Bellas Artes de La Habana.
Công việc của Bruguera xoay quanh các vấn đề quyền lực và kiểm soát, một số tác phẩm của bà chất vấn và tái hiện lịch sử Cuba.
. Là một phần của công việc, Bruguera đã thành lập một Chiến dịch Nâng cao Nhận thức Tôn trọng người Nhập cư và khởi xướng một ngày hành động quốc tế vào ngày 18 tháng 12 năm 2011
(mà Liên hợp quốc đã chỉ định là Ngày Di dân Quốc tế
), cùng với sự tham gia của nhiều nghệ sĩ khác.

## Tiểu sử
Cô sinh ra Tania Brugueras, là con gái của nhà ngoại giao và chính trị gia Miguel Brugueras, nhưng 18 tuổi cô đổi tên thành Bruguera, "hành động nỗi loạn chính trị đầu tiên của cô".
Bruguera học tại Trường nghệ thuật Instituto Superior de Arte ở Havana và sau đó lấy được một bằng M.F.A. của Trường Nghệ thuật Chicago.. Cô là người sáng lập và là giám đốc của Catédra Arte de Conducta (trường nghệ thuật hành vi), chương trình nghiên cứu đầu tiên ở châu Mỹ Latin, được tổ chức bởi Instituto Superior de Arte ở Havana..
Từ năm 2003 đến năm 2010, cô là phó giáo sư tại Khoa Nghệ thuật Thị giác của Đại học Chicago, Hoa Kỳ và là giáo sư thỉnh giảng tại Đại học Iuav di Venezia ở Venice, Ý. Vào ngày 2 tháng 1 năm 2015, Cô được thả sau sau ba lần bị tạm giam liên tiếp trong khung thời gian ba ngày, sau khi có hơn một ngàn nghệ sĩ trên toàn thế giới ký một bức thư ngỏ cho Raúl Castro kêu gọi thả cô. 